# یوکیس

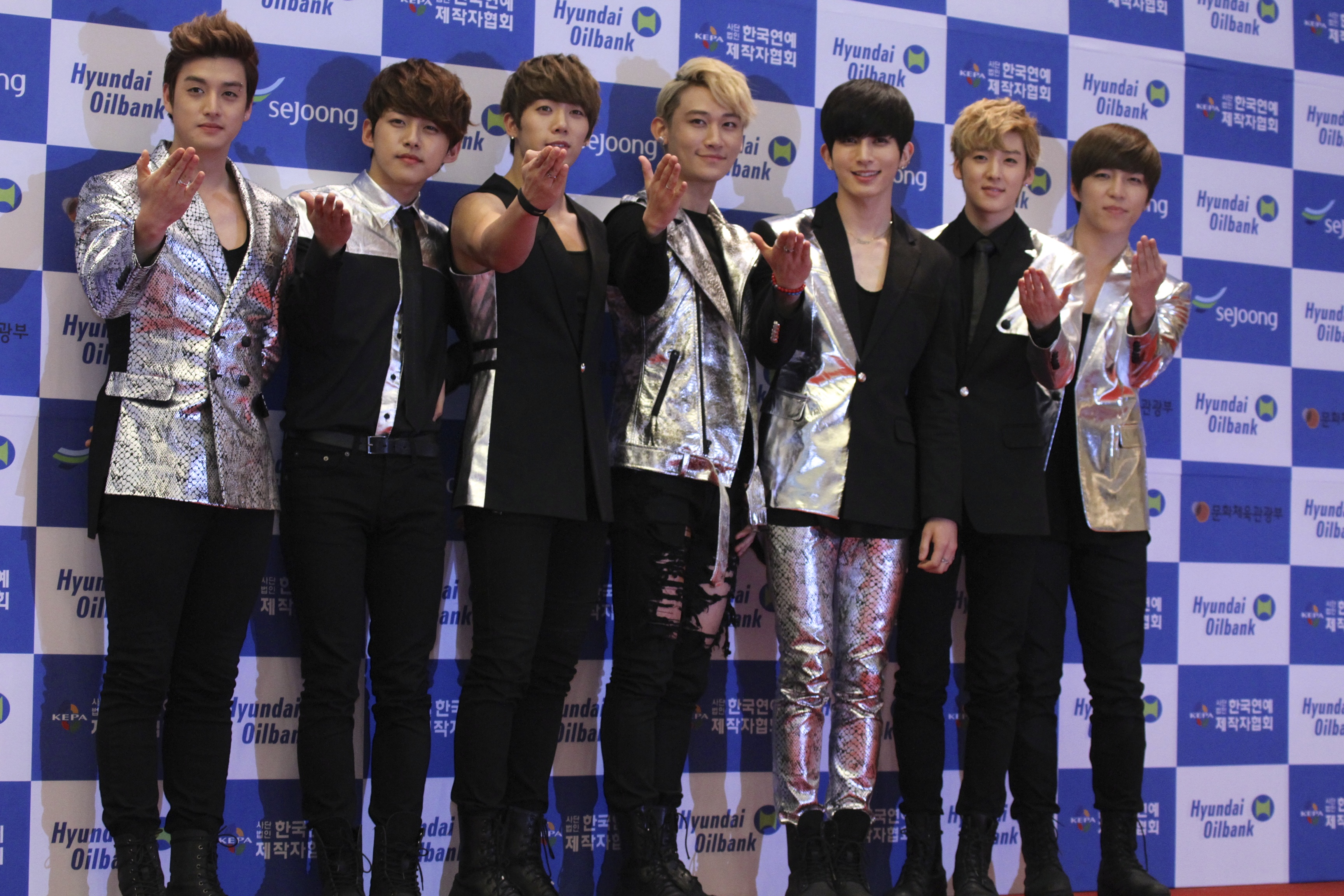
گروه یوکیس

گروه یوکیس گروهی ۷نفره است که در سال ۲۰۰۹ کار خودش رو با اولین آلبوم یعنی New Generation
شروع کردند بعد از این آلبوم، آلبوم Bring It Back 2Old School رو بیرون دادند
بعد از این دو آلبوم، آلبوم conti u-kiss رو دادن که تو این آلبوم عضو جدید یعنی Lee kiseop
به این گروه ملحق شد.
kiseop چون تازه‌کار بود هیچ کمپانی ای اونو قبول نمی‌کرد و بعد از مدتی کمپانی NH media قبول کرد
بعد از اومدن کیسوپ به گروه، آلبوم Only One رو بیرون دادند
این آلبوم باعث شد طرفداران یوکیس دو چندان شود
بعد از آن البوم Break Time رو بیرون دادند که آخرین آلبومی بود که دو عضو یعنی 
کیبوم و الکساندر توی اون بودند
و بعد از این آلبوم کیبوم و الکساندر به دلیل مشکلات شخصی این گروه رو ترک کردند
و کمپانی قرار شد به جای این دو عضو، دو عضو جدید را به گروه بیاورد
به نام Aj و hoon.
بعد از رفتن الکساندر و کیبوم، این گروه طرفداران خودش رو از دست داد
زیرا که این دو عضو در گروه بسیار محبوب بودند
الکساندر، دایی اش رئیس‌جمهور بود، به ۶ زبان تسلط کامل داشت
کیبوم، برادرش کیم هیونگ جون از دابل اس ۵۰۱ بود
با اومدن دو عضو جدید یعنی ای جی و هون کمپانی تصمیم گرف آلبوم جدیدی بیرون بدهد
آلبوم جدید Bran New Kiss نام داشت.این البوم ریتم قشنگ و ملایمی داشت
بعد از Bran New Kiss آلبوم neverland رو بیرون دادند
این آلبوم شامل بسیاری از آهنگ‌های دلنشین بود و رقص موزیک ویدئوی neverland آنقدر سخت بود که باعث شد پای eli صدمه ببیند
آلبوم بعدی این گروه tick tack نام داشت که اولین آلبوم ژاپنی این گروه بود
و بعد از آن آلبوم a shared dream را بیرون دادند که این آلبوم هم ژاپنی بود
دو ماه بعد، گروه با یک آلبوم شگفت انگیز برگشت
آلبومی به اسم doradora که طرفداران رو خیلی شاد کرد زیرا این آلبوم کره‌ای بود!
بعد از آن مینی آلبوم to the special to kiss me رو بیرون دادند
و بعدش هم آلبوم one of you که قرار شد بعد از این آلبوم Aj برای ادامه تحصیل به دانشگاه صنعتی
کلمبیا برود
و بعد از ۶ ماه به گروه باز گردد
آلبوم بعدی به اسم stop girl رو بیرون دادن البته بدون ای جی
این البوم هم طرفداران زیادی داشت ولی اتفاقی افتاد که برای خیلی از طرفدارها نگران‌کننده بود
dong ho از این گروه بیماری زات الریه گرفت البته بعد از مدتی بهبود کامل یافت ولی در خیلی از 
برنامه‌هایی که یوکیس حضور داشت وی نبود
بعد از بهبود یافتن کامل دونگهو مینی آلبوم distance رو بیرون دادند که ژاپنی بود
و بعد از آن alone رو بیرون دادند که باز هم ژاپنی بود.